# Aliança Progressista dos Socialistas e Democratas
A Aliança Progressista dos Socialistas e Democratas (em inglês Progressive Alliance of Socialists and Democrats, S&D) é um grupo político no Parlamento Europeu. 
É composto pelos membros do Partido Socialista Europeu (PSE) e outros membros, que pertencem a nenhum partido político a nível europeu, mas programaticamente relacionados intimamente à social-democracia. Com um total de 194 deputados, ele é atualmente (em 5 de dezembro de 2011) a segunda maior fração do parlamento, e o único grupo com membros de todos os 28 estados-membros da União Europeia. O grupo é presidido pelo italiano Gianni Pittella.

## Nomes formais
- Grupo dos Socialistas (1953-1958)
- Grupo Socialista (1958-1993)
- Grupo do Partido Socialista Europeu (1993-2004)
- Grupo Socialista no Parlamento Europeu (2004-2009)
- Grupo da Aliança Progressista dos Socialistas e Democratas (2009-actualidade)

## Deputados por legislatura
| Data | Deputados | +/- | Notas                                       |
| ---- | --------- | --- | ------------------------------------------- |
| 1979 | 113 / 410 |     |                                             |
| 1984 | 130 / 434 | 17  |                                             |
| 1989 | 180 / 518 | 50  |                                             |
| 1994 | 198 / 567 | 18  |                                             |
| 1999 | 180 / 626 | 18  |                                             |
| 2004 | 203 / 732 | 23  |                                             |
| 2009 | 183 / 736 | 20  |                                             |
| 2014 | 191 / 751 | 8   |                                             |
| 2019 | 154 / 751 | 37  | Antes do Brexit (até 31 de janeiro de 2020) |
| 2019 | 146 / 705 | 8   | Após o Brexit (após 31 de janeiro de 2020)  |
| 2024 | 136 / 720 | 10  |                                             |

## Membros (2024-2029)
| País          | Partido | Partido                              | Afiliação | Afiliação                  | Deputados |
| ------------- | ------- | ------------------------------------ | --------- | -------------------------- | --------- |
| Alemanha      |         | Partido Social-Democrata             |           | Partido Socialista Europeu | 14 / 96   |
| Áustria       |         | Partido Social-Democrata             |           | Partido Socialista Europeu | 5 / 20    |
| Bélgica       |         | Partido Socialista                   |           | Partido Socialista Europeu | 2 / 22    |
| Bélgica       |         | Vooruit                              |           | Partido Socialista Europeu | 2 / 22    |
| Bulgária      |         | Partido Socialista                   |           | Partido Socialista Europeu | 2 / 17    |
| Chipre        |         | Partido Democrata                    |           | Nenhuma                    | 1 / 6     |
| Croácia       |         | Partido Social-Democrata             |           | Partido Socialista Europeu | 4 / 12    |
| Dinamarca     |         | Partido Social-Democrata             |           | Partido Socialista Europeu | 3 / 15    |
| Eslovênia     |         | Social-Democratas                    |           | Partido Socialista Europeu | 1 / 9     |
| Espanha       |         | Partido Socialista Operário Espanhol |           | Partido Socialista Europeu | 20 / 61   |
| Estónia       |         | Partido Social-Democrata             |           | Partido Socialista Europeu | 2 / 7     |
| Finlândia     |         | Partido Social Democrata             |           | Partido Socialista Europeu | 2 / 15    |
| França        |         | Partido Socialista                   |           | Partido Socialista Europeu | 10 / 81   |
| França        |         | Praça Pública                        |           | Nenhuma                    | 3 / 81    |
| Grécia        |         | PASOK                                |           | Partido Socialista Europeu | 3 / 21    |
| Hungria       |         | Coligação Democrática                |           | Partido Socialista Europeu | 2 / 21    |
| Irlanda       |         | Partido Trabalhista                  |           | Partido Socialista Europeu | 1 / 14    |
| Itália        |         | Partido Democrático                  |           | Partido Socialista Europeu | 20 / 76   |
| Itália        |         | Democracia Solidária                 |           | Nenhuma                    | 1 / 76    |
| Letônia       |         | Partido Social-Democrata «Harmonia»  |           | Partido Socialista Europeu | 1 / 9     |
| Lituânia      |         | Partido Social Democrata             |           | Partido Socialista Europeu | 2 / 11    |
| Luxemburgo    |         | Partido Operário Socialista          |           | Partido Socialista Europeu | 1 / 6     |
| Malta         |         | Partido Trabalhista                  |           | Partido Socialista Europeu | 3 / 6     |
| Países Baixos |         | Partido do Trabalho                  |           | Partido Socialista Europeu | 4 / 31    |
| Polónia       |         | Nova Esquerda                        |           | Partido Socialista Europeu | 3 / 53    |
| Portugal      |         | Partido Socialista                   |           | Partido Socialista Europeu | 8 / 21    |
| Roménia       |         | Partido Social-Democrata             |           | Partido Socialista Europeu | 11 / 33   |
| Suécia        |         | Partido Social-Democrata             |           | Partido Socialista Europeu | 5 / 21    |